# Lost
Lost is een Amerikaanse televisieserie over een aantal mensen dat na een vliegtuigcrash strandt op een mysterieus tropisch eiland. In iedere aflevering wordt er daarnaast ingezoomd op het leven van een van de personages voorafgaand aan het vliegtuigongeluk, ofwel door middel van een flashback, of (vanaf seizoen 4) een vooruitblik op het leven na het eiland (via een flashforward), of (vanaf seizoen 6) een flash sideways, waarin wordt weergegeven hoe het leven zou zijn verlopen als het vliegtuig nooit neer was gestort. De serie is grotendeels op het Hawaïaanse eiland Oahu opgenomen.

## Geschiedenis
De serie werd ontwikkeld door J.J. Abrams en werd voor het eerst op 22 september 2004 uitgezonden op de Amerikaanse zender ABC. Vanaf 4 maart 2005 was het eerste seizoen ook in Nederland te zien, op Net5. De muziek is van de hand van Michael Giacchino. De serie werd volledig opgenomen op 35mm-film met Panavision-camera's. De visuele effecten werden grotendeels verzorgd door Digital Dimension.
Seizoen 2 werd in Nederland op Net5 uitgezonden vanaf 3 maart 2006.
Seizoen 3 begon in de Verenigde Staten op 4 oktober 2006. De Nederlandse première was op 2 maart 2007.
Seizoen 4 bestond uit 14 in plaats van de geplande 16 afleveringen. De opnames kwamen stil te liggen door de staking van Hollywoodscenaristen van november 2007 tot februari 2008.
Seizoen 5 werd door Net5 uitgezonden in juli/augustus 2009. In tegenstelling tot eerdere seizoenen werden er nu twee afleveringen achter elkaar uitgezonden.
Seizoen 6 was op 8 februari 2010 gestart in de Verenigde Staten met een dubbele aflevering. Normaal gesproken werd de serie in Nederland rond juni/juli uitgezonden, maar voor het zesde en tevens het laatste seizoen maakte Net5 een uitzondering. In Nederland was de serie drie dagen later gestart, met de dubbele aflevering op 11 februari 2010. In Vlaanderen werd dit seizoen uitgezonden vanaf 19 december 2010 op VT4.

## Rolverdeling

### Vaste acteurs en hun personages
| Acteur                   | Personage           | Aantal afleveringen | Aantal afleveringen | Aantal afleveringen | Aantal afleveringen | Aantal afleveringen | Aantal afleveringen | Aantal afleveringen |
| Acteur                   | Personage           | S1                  | S2                  | S3                  | S4                  | S5                  | S6                  | Totaal              |
| ------------------------ | ------------------- | ------------------- | ------------------- | ------------------- | ------------------- | ------------------- | ------------------- | ------------------- |
| Matthew Fox              | Jack Shephard       | 25                  | 23                  | 20                  | 13                  | 15                  | 17                  | 113                 |
| Evangeline Lilly         | Kate Austen         | 25                  | 21                  | 21                  | 12                  | 15                  | 14                  | 108                 |
| Jorge Garcia             | Hugo Reyes (Hurley) | 25                  | 24                  | 16                  | 13                  | 14                  | 15                  | 107                 |
| Josh Holloway            | James Ford (Sawyer) | 25                  | 23                  | 19                  | 11                  | 14                  | 12                  | 104                 |
| Terry O'Quinn            | John Locke          | 24                  | 23                  | 14                  | 11                  | 13                  | 16                  | 101                 |
| Naveen Andrews           | Sayid Jarrah        | 25                  | 19                  | 17                  | 11                  | 12                  | 15                  | 99                  |
| Daniel Dae Kim           | Jin-Soo Kwon        | 22                  | 20                  | 15                  | 10                  | 12                  | 13                  | 92                  |
| Yunjin Kim               | Sun Kwon            | 24                  | 16                  | 14                  | 10                  | 12                  | 12                  | 88                  |
| Emilie de Ravin          | Claire Littleton    | 18                  | 16                  | 13                  | 10                  |                     | 13                  | 70                  |
| Dominic Monaghan         | Charlie Pace        | 24                  | 19                  | 17                  | 1                   |                     | 3                   | 64                  |
| Harold Perrineau         | Michael Dawson      | 25                  | 16                  |                     | 6                   |                     | 1                   | 48                  |
| Maggie Grace             | Shannon Rutherford  | 23                  | 5                   | 1                   |                     |                     | 1                   | 30                  |
| Malcolm David Kelley     | Walt Lloyd          | 22                  | 4                   | 1                   | 2                   | 1                   |                     | 30                  |
| Ian Somerhalder          | Boone Carlyle       | 22                  | 1                   | 2                   |                     |                     | 2                   | 27                  |
| Michelle Rodríguez       | Ana Lucía Cortez    | 1                   | 20                  |                     |                     | 1                   | 1                   | 23                  |
| Michael Emerson          | Benjamin Linus      |                     | 8                   | 16                  | 11                  | 13                  | 12                  | 60                  |
| Adewale Akinnuoye-Agbaje | Mr. Eko             |                     | 17                  | 3                   |                     |                     |                     | 20                  |
| Cynthia Watros           | Libby Smith         |                     | 16                  |                     | 1                   |                     | 2                   | 19                  |
| Henry Ian Cusick         | Desmond Hume        |                     | 4                   | 17                  | 9                   | 7                   | 8                   | 46                  |
| Elizabeth Mitchell       | Juliet Burke        |                     |                     | 18                  | 13                  | 15                  | 2                   | 48                  |
| Nestor Carbonell         | Richard Alpert      |                     |                     | 7                   | 4                   | 9                   | 10                  | 30                  |
| Ken Leung                | Miles Straume       |                     |                     |                     | 8                   | 13                  | 14                  | 35                  |
| Jeremy Davies            | Daniel Faraday      |                     |                     |                     | 12                  | 9                   | 2                   | 23                  |
| Rebecca Mader            | Charlotte Lewis     |                     |                     |                     | 10                  | 5                   | 2                   | 17                  |
| Jeff Fahey               | Frank Lapidus       |                     |                     |                     | 10                  | 6                   | 12                  | 28                  |
| Zuleikha Robinson        | Ilana Verdansky     |                     |                     |                     |                     | 7                   | 10                  | 17                  |

### Dikwijls terugkerende acteurs en hun personages
| Acteur            | Personage                | Aantal afleveringen | Aantal afleveringen | Aantal afleveringen | Aantal afleveringen | Aantal afleveringen | Aantal afleveringen | Aantal afleveringen |
| Acteur            | Personage                | S1                  | S2                  | S3                  | S4                  | S5                  | S6                  | Totaal              |
| ----------------- | ------------------------ | ------------------- | ------------------- | ------------------- | ------------------- | ------------------- | ------------------- | ------------------- |
| L. Scott Caldwell | Rose Henderson Nadler    | 4                   | 6                   | 2                   | 4                   | 3                   | 3                   | 22                  |
| John Terry        | Christian Shephard       | 5                   | 3                   | 2                   | 4                   | 3                   | 1                   | 18                  |
| Mira Furlan       | Danielle Rousseau        | 5                   | 2                   | 7                   | 4                   |                     | 1                   | 19                  |
| M.C. Gainey       | Tom Friendly             | 2                   | 4                   | 11                  | 2                   |                     |                     | 19                  |
| William Mapother  | Ethan Rom                | 4                   | 1                   | 4                   |                     | 1                   | 1                   | 11                  |
| Kimberley Joseph  | Cindy Chandler           | 2                   | 4                   | 2                   |                     |                     | 5                   | 13                  |
| Fredric Lehne     | Edward Maes              | 6                   | 1                   | 2                   |                     |                     | 2                   | 11                  |
| Julie Bowen       | Sarah Shephard           | 1                   | 2                   | 2                   |                     |                     |                     | 5                   |
| Sam Anderson      | Bernard Nadler           |                     | 9                   | 2                   | 4                   | 3                   | 3                   | 21                  |
| Alan Dale         | Charles Widmore          |                     | 1                   | 1                   | 4                   | 5                   | 6                   | 17                  |
| Tania Raymonde    | Alex Rousseau            |                     | 3                   | 8                   | 2                   | 1                   | 2                   | 16                  |
| Sonya Walger      | Penelope 'Penny' Widmore |                     | 1                   | 3                   | 2                   | 5                   | 2                   | 13                  |
| Marsha Thomason   | Naomi Dorrit             |                     |                     | 6                   | 4                   | 1                   |                     | 11                  |
| Doug Hutchison    | Horace Goodspeed         |                     |                     | 1                   | 1                   | 5                   |                     | 7                   |
| Blake Bashoff     | Karl Martin              |                     |                     | 5                   | 5                   |                     |                     | 10                  |
| Michael Bowen     | Danny Pickett            |                     |                     | 2                   | 5                   |                     |                     | 7                   |
| Fionnula Flanagan | Eloise Hawking           |                     |                     | 1                   |                     | 4                   | 2                   | 7                   |
| Andrew Divoff     | Mikhail Bakunin          |                     |                     | 7                   |                     |                     | 1                   | 8                   |
| Rodrigo Santoro   | Paulo Fernandez          |                     |                     | 7                   |                     |                     |                     | 7                   |
| Kiele Sanchez     | Nikki Fernandez          |                     |                     | 6                   |                     |                     |                     | 6                   |
| Kevin Durand      | Martin Keamy             |                     |                     |                     | 9                   |                     | 2                   | 11                  |
| Mark Pellegrino   | Jacob                    |                     |                     |                     |                     | 2                   | 5                   | 7                   |
| Titus Welliver    | Man in Black             |                     |                     |                     |                     | 1                   | 3                   | 4                   |
| Eric Lange        | Stuart Radzinsky         |                     |                     |                     |                     | 7                   |                     | 7                   |

## Verhaal

### Seizoen 1
Door een vliegtuigcrash stranden de overlevenden van vlucht 815 van luchtvaartmaatschappij Oceanic op een schijnbaar verlaten tropisch eiland. De schijn van verlatenheid verdwijnt al gauw. De overlevenden besluiten samen te werken, teneinde te overleven op het mysterieuze eiland, waar onder andere een monster van rook in de jungle schijnt te leven; waar een metalen luik iets onbekends afsluit in de ondergrond; en waar de zogenaamde "Anderen" (the Others) leven. Iedere aflevering vertelt iets over de achtergrond van een van de mensen op het eiland aan de hand van flashbacks, en toont waarom de verschillende personages zich op een bepaalde manier gedragen en hoe onderlinge relaties zich ontwikkelen, met deze mysterieuze verschijnselen op de achtergrond.

### Seizoen 2
Een aantal nieuwe personages, zoals Ana Lucía Cortez , Libby en Mr. Eko, doet zijn intrede wanneer blijkt dat er op een andere plaats op het eiland overlevenden zijn uit het staartgedeelte van het vliegtuig. Ook het Dharma-initiatief (The Dharma Initiative) en de financierder (The Hanso Foundation) doen hun intrede. Zij zouden verantwoordelijk kunnen zijn voor de mysterieuze gebeurtenissen op het eiland. In een van de bunkers van het Dharma-initiatief die inmiddels is geopend, en die beheerd wordt door Desmond Hume, krijgen hun leden onder andere een film te zien waarin uitleg wordt gegeven over wat ze moeten doen om 'de wereld te redden': elke 108 minuten moet een sequentie (4, 8, 15, 16, 23, 42) worden ingetypt en op het knopje 'execute' worden gedrukt. Dit zet de teller weer op 108.
Later vindt Mr. Eko nog een stukje film dat uit de eerste film is geknipt. Hierin zien de overlevenden dat ze niet met de computer mogen communiceren met de buitenwereld. John Locke begint nu te twijfelen over de knop waar ze om de 108 minuten op moesten drukken na het intikken van deze code. Aan het einde van het seizoen, na een flinke discussie met Desmond, besluit John de knop niet in te drukken. Hierdoor ontstaat een magnetisch krachtveld, waarbij de bunker implodeert en de lucht paars wordt. De hele bunker wordt vernield. Michael heeft echter hiervoor in de bunker contact gehad met zijn ontvoerde zoon Walt, en heeft na zijn zoon te hebben gezocht een afspraak gemaakt met de Anderen. Michael moet Jack, Kate, Sawyer en Hurley naar hen toe brengen, waarna Michael en Walt een boot zullen krijgen om van het eiland af te varen.

### Seizoen 3
Bij het begin van het seizoen worden Sawyer, Kate en Jack apart opgesloten door de Anderen. De echte naam van een van de Anderen, die ze onwetend leren kennen als Henry Gale, blijkt Benjamin Linus (Ben) te zijn. Sawyer komt erachter dat ontsnappen bijna onmogelijk is, omdat ze zich op een ander eiland bevinden dat zich naast het oorspronkelijke eiland bevindt. Jack zit ondertussen ergens anders op het tweede eiland in het zogeheten Hydra-station opgesloten. Hij krijgt de opdracht een kankergezwel bij Benjamin Linus te verwijderen, dat hij toevallig via het opmerken van röntgenfoto's had gezien.
De Anderen blijken eigenlijk geen primitievelingen te zijn, maar vormen een ontwikkelde, geciviliseerde gemeenschap onder leiding van Ben.
Bij de overlevenden op het eerste eiland krijgt Charlie het zwaar. Desmond krijgt beelden uit de toekomst waar Charlie telkens sterft, elke keer probeert Desmond dit dan ook te voorkomen.
In de laatste aflevering wordt in flashforwards de toekomst van Jack en Kate getoond. Daaruit blijkt dat zij het eiland in elk geval levend zullen verlaten.

### Seizoen 4
In het vierde seizoen proberen de zes personages, die dankzij een geslaagde poging van het eiland afkomen en de bewoonde wereld hebben bereikt, verder met hun leven te gaan (zie Oceanic Six). We komen ook te weten wie er op het schip zit waarmee de overlevenden contact maakten op het einde van seizoen drie (en een heel klein beetje over hun opdracht). Enkelen komen zelfs naar het eiland - iets waar niet iedereen gelukkig mee is. Een oude bekende duikt op: Michael, met een wel heel speciale opdracht. In dit seizoen krijgen we als kijker te maken met flashforwards: een kijk op het leven van de personages na hun verblijf op het eiland.
Door de staking van scenaristen in Hollywood lagen de opnames van de reeks stil van november 2007 tot februari 2008. Daardoor kwam het aantal afleveringen op 14 te liggen in plaats van op de geplande 16.

### Seizoen 5
In dit seizoen volgen we eerst voornamelijk Ben en Jack, die proberen de Oceanic 6 weer bij elkaar te brengen om op die manier met zijn allen terug te kunnen keren naar het eiland. In eerste instantie wil niemand terugkeren naar het eiland, maar later lukt het toch doordat iedereen zijn of haar eigen reden heeft. In het Dharma-station 'The Lamp Post' wordt de positie van het eiland gevonden en de enige manier om terug te keren is via Ajira Airways-vlucht 316 van Los Angeles naar Guam. Het Ajira-vliegtuig landt beschadigd op het Hydra-eiland. Intussen heeft het eiland zich constant door de tijd heen verplaatst en leven de overige overlevenden samen met het Dharma-initiatief-volk in 1977. Jack, Kate, Sayid en Hurley belanden ook in die tijd door een nieuwe flits. De andere passagiers waaronder Sun en Frank Lapidus leven verder in 2007. Alles leek vredig sinds het vertrek van de Oceanic 6, maar grote dingen veranderen sinds zij terugkeren.

### Seizoen 6
Het zesde seizoen liep van 2 februari tot 23 mei 2010 in de Verenigde Staten.
Tijdens seizoen 3 kreeg Lost uit enkele hoeken hevige kritiek vanwege de opvatting dat de makers het verhaal zouden uitmelken en er te veel mysteries en te weinig antwoorden waren. Hierop besloten de producers met de president van ABC rond de tafel te gaan zitten en werd er uiteindelijk besloten een einddatum vast te stellen: mei 2010. Nu konden de producers van Lost zich op een einde van de show concentreren en uitzoeken in welk seizoen ze welk mysterie wilden ontrafelen.
Seizoen 6 concentreert zich op twee verschillende tijdlijnen. Aan het eind van seizoen 5 werd een bom opgeblazen die de hele toekomst zou moeten veranderen, waardoor het ongeluk dus nooit zou hebben plaatsgevonden. Hoewel het op het eerste gezicht lijkt alsof dit niet is gelukt, blijkt er toch het een en ander zijn veranderd, alleen speelt het zich af in twee tijdlijnen. Tijdlijn 1 (flash-sideways genoemd) concentreert zich op wat zou zijn gebeurd als de bom daadwerkelijk was ontploft en het vliegtuig dus gewoon in Los Angeles aankomt, terwijl tijdlijn 2 laat zien wat er zou zijn gebeurd als de bom nooit was afgegaan en de groep nog steeds vastzit op het eiland, en door middel van het elektro-magnetisme terug naar 2007 is getransporteerd. Ze ontdekken dat John Locke niet John Locke is, krijgen te maken met meer vreemdelingen en oude bekenden die terugkeren naar het eiland. De overlevenden van Oceanic vlucht 815 die allemaal ooit zijn benaderd door Jacob zullen ontdekken wat hen de rest van hun leven te wachten staat. Dit alles gaat gepaard met veel gevechten en de dood van vele personages, en eindelijk de antwoorden die iedereen al zo lang zoekt.
Uiteraard keerden ook vele personages uit eerdere seizoenen terug om tijdlijn 1 te voltooien.

## De crash

### De 48 overlevenden
Op 22 september 2004 stijgt het vliegtuig Oceanic 815 op vanuit een vliegveld uit Sydney, op weg naar Los Angeles. Na enkele uren wordt het vliegtuig getroffen door hevige turbulentie. Niet veel later wordt het staartgedeelte afgerukt en kort daarna breekt ook de cockpit af. Het vliegtuig stort in delen neer op een eiland, en de 48 overlevenden uit het middengedeelte slaan een kamp op bij het strand, om zo de aandacht te trekken van passerende vliegtuigen of boten. De eerste avond zijn de overlevenden getuige van een angstaanjagend geluid dat uit de jungle komt, gepaard met ontwortelde bomen. De volgende dag gaan drie overlevenden, Jack, Kate en Charlie, op zoek naar de cockpit die in de wildernis van de jungle is neergestort. Alle passagiers daar zijn dood, op de piloot na. De piloot brengt hen het nieuws dat er voorlopig geen hulp zal komen, omdat ze vlak voor het ongeluk al twee uur in de verkeerde richting vlogen; niemand zal weten waar ze zoeken moeten. De piloot wordt kort daarna vermoord door iets dat zich in de jungle schuil houdt. Wanneer de groep na enkele dagen door krijgt dat ze voorlopig geen hulp zullen krijgen, proberen ze er het beste van te maken, en gaan ze op zoek naar eten en drinken, en nieuwe plekken om te slapen. Ze vinden al snel onderdak bij een paar grotten waar ook vers water stroomt. De komende anderhalve maand verspreidt de groep zich over de slaapplekken op het strand en in de grotten.
Overlevenden uit het middengedeelte zijn:
- Vincent (hond)
- Jack Shephard
- Kate Austen
- James "Sawyer" Ford
- Charlie Pace
- John Locke
- Sayid Jarrah
- Claire Littleton
- Hugo "Hurley" Reyes
- Boone Carlyle
- Shannon Rutherford
- Sun-Hwa Kwon
- Jin-Soo Kwon
- Michael Dawson
- Walt Lloyd
- Rose Nadler
- Paulo
- Nikki Fernandez
- Leslie Arzt
- Edward Mars
- Steve Jenkins
- Scott Jackson
- Gary Troup
- Neil Frogurt
- 25 ongenoemde overlevenden

### De staart
Wekenlang hebben de overlevenden uit het middengedeelte gedacht dat zij de enige waren, maar wat ze niet wisten, was dat het staartgedeelte aan de andere kant van eiland in de oceaan terechtkwam, en daar nog eens 23 overlevenden uit zijn gekomen. De eerste nacht op het strand werden er 9 overlevenden ontvoerd door onbekenden, en twee weken later werden de kleine kinderen weggehaald. De leidster van de groep ontdekte na een tijdje dat er iemand in hun groep zat die nooit in het vliegtuig had gezeten, en vermoordde hem. Niet lang hierna spoelden Jin, Sawyer en Michael aan op hun strand, nadat hun vlot verwoest werd. Een paar dagen werden deze drie voor Anderen aangezien, totdat de staartgroep hen geloofde, en besloten terug te gaan naar het strand van het middengedeelte, om zich met de rest te herenigen en daar hun kamp op te slaan.
Overlevenden uit het staartgedeelte:
- Ana Lucía Cortez
- Mr. Eko
- Elizabeth "Libby" Smith
- Bernard Nadler
- Cindy Chandler
- Zach
- Emma
- Nate
- Donald
- Nancy
- 13 andere ongenoemde overlevenden.

## Vlucht 316
Ajira Airways-vlucht 316 is een vlucht van L.A. naar Guam. Aan boord waren onder andere Jack, Kate, Hurley, Sayid, Sun, Ilana, Ben, Locke (in een doodskist) en Frank. Ze nemen het andere vliegtuig om terug te keren naar het eiland, om zo de rest te redden. Als het vliegtuig eenmaal op het eiland is, landt het op het Hydra-eiland. De co-piloot is dood, maar de mensen aan boord leven nog en het vliegtuig is nog intact. Locke blijkt nog te leven. Jack, Kate, Hurley en Sayid zijn in 1977 beland, en de rest is in 2007. Ilana gaat samen met haar groep op pad met een geheimzinnige kist. De andere overlevenden slaan een kamp op. Richard voegt zich ook bij de groep. Een groep overlevenden gaat naar het grote eiland, op zoek naar de voet van het standbeeld. Eenmaal aangekomen blijkt Locke in de kist te liggen, en de Locke die samen met Ben in de tempel is, blijkt iemand anders te zijn. In seizoen 6 zijn bijna alle overgebleven passagiers van vlucht 316 vermoord door het rookmonster. In de laatste aflevering keren Kate, Frank, Miles, Richard, Claire en James terug naar het vliegtuig, en daarmee verlaten ze het eiland.

## Het schip (de Kahana)
Het schip komt voor het eerst voor in seizoen 4. Het blijkt gestuurd te zijn door Charles Widmore om het eiland te vinden. Mensen op het schip zijn onder anderen Miles Straume, Daniel Faraday, Charlotte Lewis, Frank Lapidus, Martin Keamy, Naomi Dorrit en Michael Dawson. Ze komen met een helikopter naar het eiland, maar die stort neer en ze moeten noodgedwongen springen. Al snel zorgen de mensen van het schip voor veel ophef op het eiland. Er ontstaat een tweestrijd tussen de leden van 815. Charlotte en Miles blijken op het eiland geboren te zijn. Keamy is leider van een speciaal leger dat op zoek is naar Ben. Michael blijkt ook op de boot te zitten, met een speciaal doel.
Aan het einde van het seizoen is Keamy verslagen en gedood, en proberen de 815 mensen naar het schip te gaan om zo van het eiland af te komen. Het schip ontploft nadat de helikopter van de Oceanic vertrokken is. Michael en vele anderen blijken gedood te zijn tijdens deze explosie.
De "Anderen" en de 815 mensen werken samen om Keamy en zijn leger van het eiland af te krijgen. Keamy wordt vermoord door Ben en de rest van zijn leger door het rookmonster en de "Anderen". In seizoen 5 sterft Charlotte door het tijdreizen. Daniel wordt vermoord in 1977 door zijn eigen moeder Eloise. Miles en Frank gaan van het eiland af, met behulp van het vliegtuig.

## Elementen

### De getallen

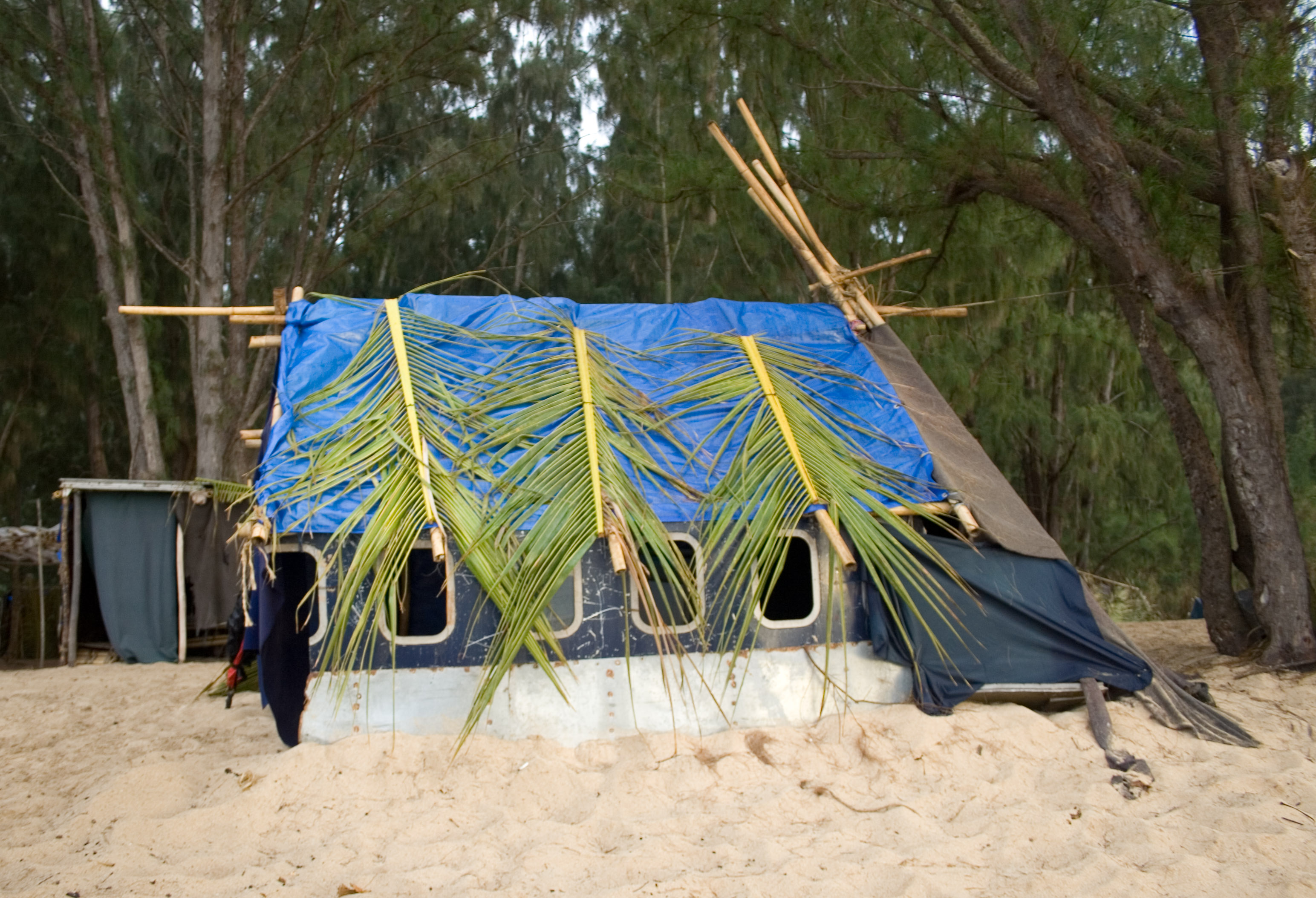
Een van de geïmproviseerde hutjes van de overlevenden

De getallen 4, 8, 15, 16, 23 en 42 spelen een belangrijke rol in de serie, zowel vóór de crash als op het eiland zelf. De oorsprong van de getallen is niet bekend, maar het gaat minstens terug tot aan 1977, toen het Dharma-Initiatief deze nummers gebruikte voor een van de bunkers. Verder werden de nummers in 1988 uitgezonden als een noodsignaal, dat werd opgepikt door de bemanning van een Frans schip, die probeerde te ontcijferen waar het signaal vandaan kwam, en toen uiteindelijk vastliep op het eiland zelf. 16 jaar later is Danielle Rousseau nog de enige overlevende.
Overlevende Hugo "Hurley" Reyes won enkele weken voor het ongeluk de lotto met deze nummers, een prijs van 114 miljoen dollar. Na het winnen hiervan leek hij alleen nog maar te worden getroffen door pech. Z'n opa stierf aan een hartinfarct, Hurleys eerste zaak werd getroffen door een meteoriet, z'n nieuwe huis brandde al af voordat hij er in kon trekken, hij werd gearresteerd voor het bezit van drugs en z'n moeder raakte meer dan eens ernstig gewond. Ervan overtuigd dat de nummers ongeluk brengen, gaat Hurley naar Australië om een man op te zoeken die deze nummers ook heeft gebruikt om een prijs te winnen. Hurley ontdekt dat deze man net zoveel pech had, en zelfs uiteindelijk zelfmoord heeft gepleegd.
Wanneer John, Kate en Jack op het punt staan de bunker "De Zwaan" open te blazen met dynamiet, ziet Hurley de getallen op de zijkant van de bunker staan, en vreest voor het ergste. Later blijkt in de bunker de computer te staan waarop elke 108 minuten een code moet worden ingetoetst, om "de wereld te redden." De code zijn dezelfde getallen. Interessant detail: als je de getallen optelt komt er 108 uit. Wanneer Hurley drie jaar later terugkeert op het eiland en terechtkomt in het jaar 1977, is hij getuige van de bouw van "De Zwaan", en ziet hij hoe diezelfde nummers in de bunker worden gegraveerd.
In aflevering 5 van seizoen 6 krijgt Hurley de opdracht om Jack mee te nemen naar de Lighthouse(vuurtoren). Daar moet Hurley de spiegel draaien naar 108°. Jack kijkt naar de ronde draaischijf en ziet dat er bij elk aantal graden een naam achter staat gekrast, waaronder 23° met de daar achter de naam "Jack". Jack is benieuwd en neemt de ketting van Hurley over en draait een aantal graden terug naar 23°. Bij 23° ziet Jack in de spiegels zijn ouderlijk huis, hierop pakt Jack een telescoop en slaat de spiegels kapot. Eenmaal beneden verschijnt Jacob weer, Hurley zegt dat de opdracht die hij kreeg niet is volbracht, omdat Jack de spiegels kapot heeft geslagen, dus dat ze hulp van buitenaf wel kunnen vergeten. Jacob stelt Hurley gerust en vertelt dat er vast wel een andere oplossing is.
De getallen hebben ook nog de volgende betekenis: In een grot gekend door Jacob en nep 'Locke' staan de namen van alle passagiers van 815 in krijt op de muur geschreven, met voor hun naam een nummer. De getallen corresponderen met de nog levende hoofdfiguren op dat moment uit de reeks.

### De Anderen
De Anderen (The Others) zijn mysterieuze bewoners van het eiland. Deze groep verblijft al jaren op eiland voordat het vliegtuigongeluk plaatsvindt, sommige zijn zelfs op het eiland geboren. Ze leven in huizen ver in de jungle en leiden een normaal leven, voor zover mogelijk. De Anderen ontstonden toen een jonge Benjamin Linus, toen nog lid van het Dharma-Initiatief, voor het eerst in aanraking kwam met "The Hostiles (De Vijandigen)". Ben voelt zich niet thuis bij het initiatief, en smeekt de Vijandigen om hem mee te nemen. Zij vertellen hem echter dat hij nog niet oud genoeg is om met hen mee te gaan. Wanneer Ben ergens in de twintig is, opent hij een tank met giftige gassen die het hele initiatief uitmoordt, en er wordt plaatsgemaakt voor de Vijandigen. Na een tijd wordt Ben hier de leider van, alhoewel hij zelf te verantwoorden heeft aan de geheimzinnige Jacob, die nog door niemand ooit is gezien.
Twee weken na de crash ontdekt Hurley dat er iemand in hun kamp zit die niet in hun vliegtuig zat, namelijk Ethan Rom. Hij waarschuwt Jack, maar het is te laat als blijkt dat Ethan de zwangere Claire heeft ontvoerd, en Charlie, die haar probeerde te beschermen, heeft opgehangen. Claire weet na een week te ontsnappen, maar herinnert zich niks van de afgelopen week. In de tijd hierna wordt het de rest van het kamp meer dan eens duidelijk dat deze Anderen niet blij zijn met hun komst. Wanneer Sawyer, Michael, Walt en Jin met een vlot van het eiland vertrekken, worden zij tegengehouden door enkele Anderen, en wordt onder leiding van Tom Walt ontvoerd. Jack, Sawyer en Locke komen later oog in oog te staan met Tom en enkele Anderen, en hen wordt verteld dat, hoewel hen wordt toegestaan op het eiland te leven, ze niet zomaar mogen doen waar ze zelf zin in hebben. Ook overlevenden uit het staartgedeelte komen in aanraking met de Anderen wanneer in hun eerste weken op het eiland 12 mensen uit hun groep worden ontvoerd, en ook hun kamp wordt geïnfiltreerd.
Het systeem van de Anderen valt langzaam uit elkaar wanneer sommigen gaan twijfelen aan de leiding van Ben, en anderen zich liever aansluiten bij de Oceanic-overlevenden. Er vindt uiteindelijk een veldslag plaats bij het Oceanic-kamp, wanneer Ben uit wraak zijn mensen stuurt om overlevenden te vermoorden. Bernard en Sayid schieten enkele Anderen dood, en Sawyer schiet uit wraak Tom dood, die verantwoordelijk was voor de ontvoering van Walt. Na deze veldslag trekken de overige Anderen zich terug, en nemen de Oceanic-overlevenden de huizen over.
De Anderen verblijven in seizoen zes met z'n allen in de tempel. Daar houden ze zich al drie jaar schuil. Dogen is in 2007 hun leider. Locke vermoordt een groot gedeelte van de tempelbewoners. De rest sluit zich hierna bij Locke aan. Ze worden met bommen aangevallen en er vallen doden. De rest vlucht de bosjes in.
Bekende Anderen zijn:
- Benjamin Linus
- Juliet Burke
- Richard Alpert (is op het eiland sinds 1867)
- Tom Friendly
- Mikhail Bakunin
- Alex Linus Rousseau
- Ethan Rom
- Goodwin Stanhope
- Danny Pickett
- Bea Klugh
- Dogan
- Lennon
- Jacob
- MIB/ Flocke
- Harper Stanhope
- Charles Widmore (tijdens jaren 70)
- Eloise Hawking (tijdens jaren 70)

### DHARMA-initiatief
DHARMA staat voor Department of Heuristics And Research on Material Applications.
Het Dharma-initiatief en zijn oorsprong worden voor het eerst toegelicht in de aflevering Orientation in een oriëntatiefilm over station De Zwaan. Dr. Marvin Candle (François Chau) legt uit dat het project begon in 1970 en gecreëerd is door twee doctoraatskandidaten van de Universiteit van Michigan, Gerald en Karen DeGroot (Michael Gilday en Courtney Lavigne) en dat dit financieel wordt gesteund door Alvar Hanso (Ian Patrick Williams) van de Hanso Foundation. Zij stelden zich een grote commune ten behoeve van onderzoek voor, waar onderzoekers en vrijdenkers vanuit de hele wereld onderzoek konden doen op het vlak van meteorologie, psychologie, parapsychologie, zoölogie, elektromagnetisme en een zesde discipline die begint met "utopian social-" maar op dat moment wordt de film onderbroken.
DHARMA kan ook staan voor het Sanskriet woord Dharma dat afgeleid is van dhr, wat houden of ondersteunen betekent, plus het achtervoegsel ma-n, waarmee van dat werkwoord een zelfstandig naamwoord wordt gemaakt. Dharma kan gebruikt worden in de betekenis van spiritualiteit, spirituele leer, psycho-spiritueel verlangen, essentie (kwintessens) van het bestaan, innerlijke eigenschap, opgaan in de eigen oorspronkelijke staat of de weg van sociale rechtvaardigheid. Over het algemeen gelooft men dat iemand die in overeenstemming leeft met de dharma, het doel van zijn bestaan heeft bereikt of zal bereiken.
Het logo van het DHARMA-initiatief is gebaseerd op het Trigram.
|  | Vuur |  |  | Aarde |  |  | Wind |  |  | Hemel |  |  | Water |  |  | Donder |  |  | Berg |  |  | Meer |

### Stations

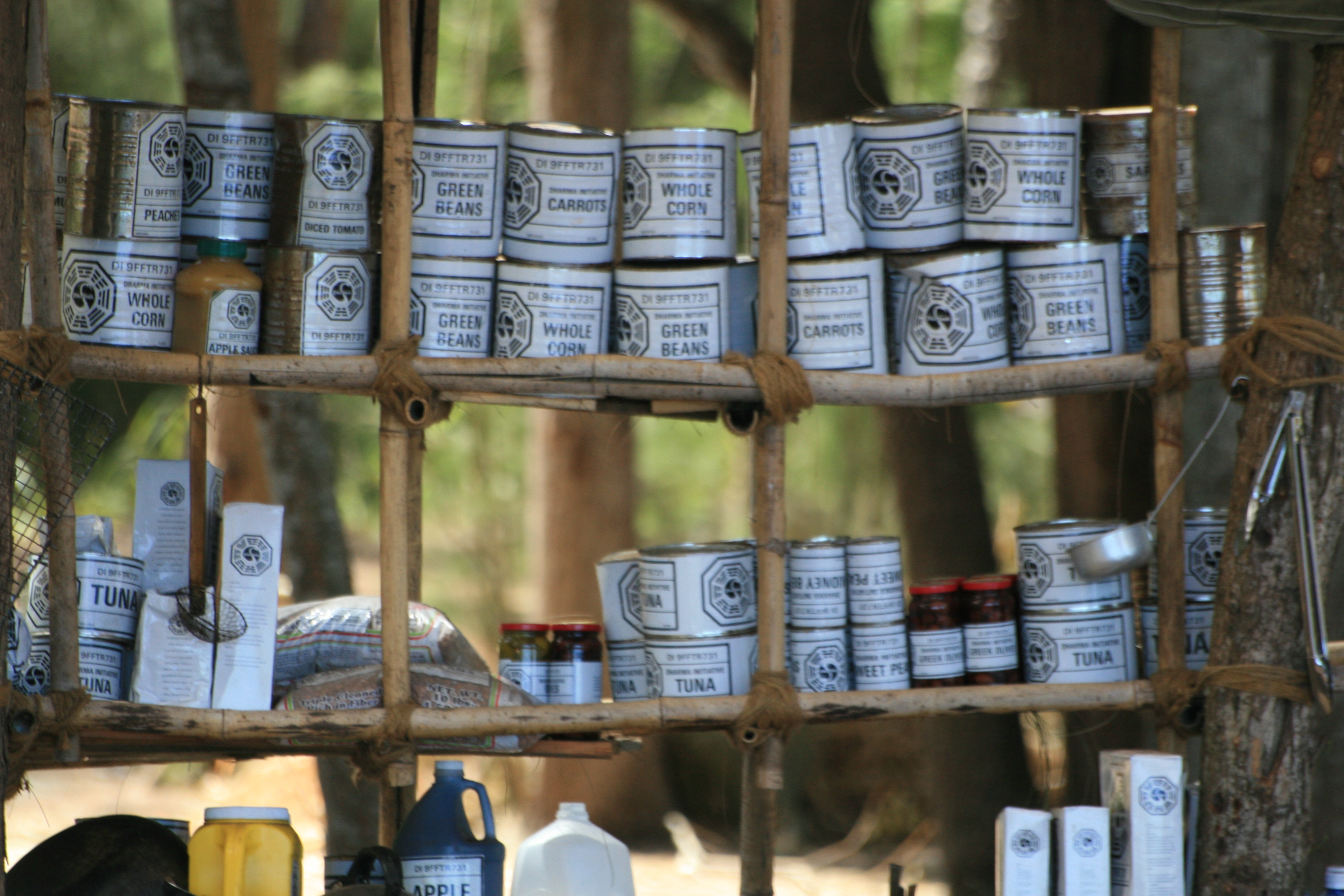
Dharmavoedsel

In de tijd van het Dharma-Initiatief zijn er tien stations op de eilanden gebouwd. Enkele stations waren ondergronds of lagen onder water. Voor elk station was er een introductiefilmpje waarin werd verteld wat de inwoners van de bunkers moesten doen. Inwoners werden voornamelijk aan psychologische experimenten onderworpen. Daarnaast werd alle inwoners verteld dat er buiten de bunkers een virus heerste dat dodelijk was, om zo alle inwoners binnen te houden. Er zijn in totaal elf stations, waarvan tien door het Dharma-Initiatief zijn gebouwd.
- nr. 1 "The Swan" (De Zwaan): Een bunker waarin Desmond woont, die recht boven een gigantisch magnetisch veld is gebouwd. Door een ongeluk tijdens het bouwen van deze bunker is een timer geïnstalleerd die elke 108 minuten af gaat en opnieuw moet worden ingesteld. Gebeurt dit niet, dan neemt de kracht van het magnetisch veld toe. Dit leidde uiteindelijk tot de implosie van de bunker.
- nr. 2 "The Flame" (De Vlam): Het bovengrondse station, eerst bemand door Radzinsky en later door Mikhail, waarmee contact met de buitenwereld mogelijk is. Locke heeft dit station opgeblazen om dit soort contact juist te voorkomen.
- nr. 3 "The Staff" (De Staf): Het medische station diep in de jungle waar Claire verbleef toen ze ontvoerd was, en waar ook Sun naartoe werd gebracht door Juliet. Het station is verlaten door de Anderen nadat Claire wist te ontsnappen.
- nr. 4 "The Arrow" (De Pijl): Een bovengrondse kleine bunker die niet helemaal af was. Het werd als schuilplaats gebouwd, mocht er ooit iets ernstigs gebeuren op het eiland. De overlevenden uit het staartgedeelte hebben hier weken gebivakkeerd.
- nr. 5 "The Hydra" (De Waterslang): Een station dat zich op een ander eiland, en voornamelijk onder water bevindt. Er werd geëxperimenteerd met dieren zoals ijsberen en haaien. Jack wordt gevangen gehouden in het gedeelte onder water, terwijl Sawyer en Kate in de kooien van de beren worden vast gehouden.
- nr. 6 "The Pearl" (De Parel): Een ondergronds station, waarvan Locke in Lockdown de locatie ontdekte. In de Pearl werden de bewoners van De Zwaan via camera's geobserveerd, en de mensen moesten hun bevindingen in kokers stoppen, die uiteindelijk nutteloos ergens op het eiland terechtkwamen.
- nr. 7 "The Looking Glass" (Het Kijkvenster/De Spiegel): Een station dat onder water ligt, enkele tientallen meters van het strand vandaan. Hierin kan bepaald worden of De Vlam contact mag hebben met de buitenwereld, en het station kan bovendien zelf ook communiceren met de buitenwereld. Ben heeft dit voorkomen om zo ervoor te zorgen dat buitenstaanders het eiland niet kunnen vinden. Charlie stierf in dit station na contact te hebben gezocht met Penny Widmore.
- nr. 8 "The Tempest" (De Storm): Een station in het verlaten deel van het eiland, waar zich grote hoeveelheden gifgassen bevonden. Voor zijn dood was Goodwin verantwoordelijk voor dit station, en daar heeft Daniel Faraday alle gifgassen geneutraliseerd.
- nr. 9 "The Temple" (De Tempel): Een eeuwenoud station, oorspronkelijk niet gebouwd door het Dharma-initiatief. De Anderen hielden zich hier een tijd schuil toen Keamy het eiland bestormde, en het is, behalve via een ingang aan de voorkant, ook vanuit Benjamins huis ondergronds te bereiken. Het rookmonster huist ook in dit station. In seizoen 6 vermoordt het rookmonster iedereen die achter is gebleven. De Tempel is nu verlaten.
- nr. 10 "The Orchid" (De Orchidee): Een station oorspronkelijk bedoeld voor vegetatie en kassen, maar dat was in werkelijkheid een dekmantel voor Het Wiel dat zich onder in de kelder bevond. Door aan dit Wiel te draaien werd het eiland weer onzichtbaar voor satellieten, en kon het zich door tijd en ruimte verplaatsen.
- nr. 11 "The Lamp Post" (De Lantaarnpaal): Het enige station dat zich niet op het eiland bevindt, maar onder een kerk in Los Angeles, bemand door Eloise Hawking, ooit zelf een inwoner van het eiland. Door middel van dit station zijn mensen die zich bewust zijn van het eiland in staat om het telkens weer te vinden en de, steeds verplaatsende, coördinaten te vinden.

### Oceanic Six
The Oceanic Six (De zes van Oceanic) is een bijnaam door de pers verzonnen voor de zes mensen die veilig van het eiland afkwamen. Hoewel deze zes de rest hebben achter gelaten op het eiland, is de rest van de wereld hier niet van op de hoogte, en geloven ze allemaal in de leugen door niet alleen door de Oceanic Six is verteld, maar ook de leugen die Charles Widmore heeft gecreëerd. Om het eiland veilig te houden van aasgieren heeft Widmore een nagemaakt vliegtuigwrak vlak bij Fiji in de oceaan laten zakken, met daarin het aantal lichamen van de passagiers. De Oceanic Six hebben deze leugen gesteund door te vertellen dat zij na het ongeluk vanuit de oceaan naar een eiland zijn gezwommen, en later met een boot bij Fiji zijn aangekomen. De Oceanic Six bestaan uit Kate, Sun, Hurley, Sayid, Jack en Aaron. Samen met Desmond en Frank Lapidus zijn ze na een helikoptercrash opgepikt door een boot van Penny Widmore, de vriendin van Desmond.

### De filosofen

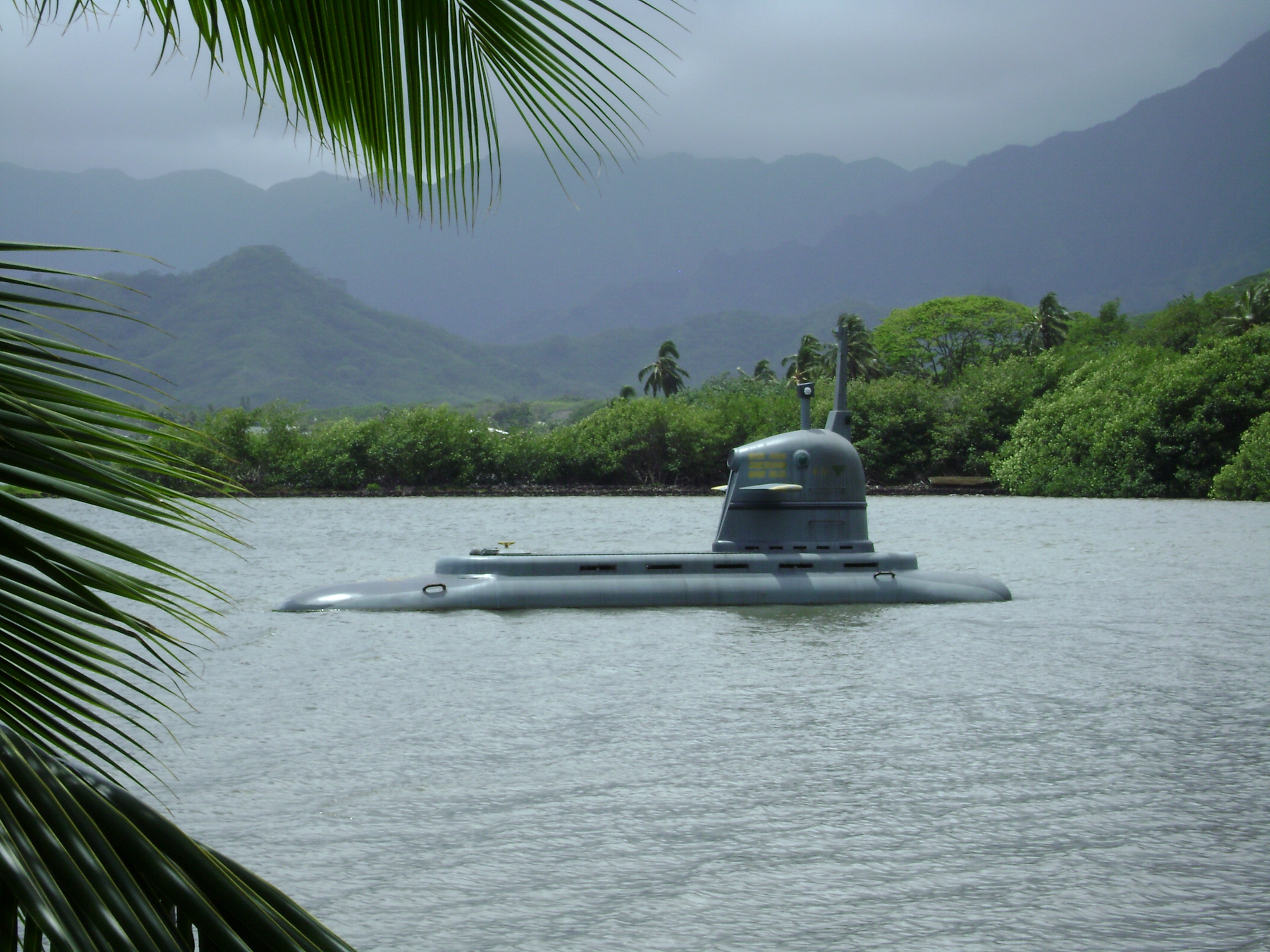
Dharma-duikboot

In Lost wordt met regelmaat door de namen van een aantal hoofdrolspelers verwezen naar bekende filosofen. John Locke (gespeeld door Terry O'Quinn) is een voorbeeld van een personage dat direct vernoemd lijkt te zijn, namelijk naar John Locke (1632-1704), een Engelse filosoof van de Verlichting, onder meer bekend om zijn ideeën over het sociaal contract. In het vijfde seizoen krijgt hij het alias van Jeremy Bentham. Danielle Rousseau is een personage met Franse achtergrond, en zou vernoemd kunnen zijn naar Jean-Jacques Rousseau (1712-1778), een bekend Frans filosoof die bekendstaat als contractfilosoof en voorloper van de romantische stroming. Juliet Burke verwijst waarschijnlijk naar Edmund Burke (1730-1797), Iers politicus en filosofisch schrijver, bekend als grondlegger van het conservatisme. Desmond David Hume (Henry Ian Cusick, een Schot van oorsprong) kan verwijzen naar David Hume (1711-1776), een Schots verlichtingsfilosoof en een van de grondleggers van het empirisme.
Niet alleen zijn er mogelijke referenties naar filosofen. Zo is het personage Daniel Faraday, onderzoeker in de serie, waarschijnlijk gebaseerd op de naam van Michael Faraday, een wetenschapper op voornamelijk elektromagnetisch gebied, die onder meer de kooi van Faraday-theorie heeft bedacht. Het echtpaar Gerald en Karen DeGroot, de oprichters van het Dharma-initiatief, zijn waarschijnlijk een verwijzing naar de Nederlands rechtsgeleerde en schrijver Hugo de Groot. Zijn beroemdste werk De iure belli ac pacis (Over het recht van oorlog en vrede) vormt de basis voor het moderne volkenrecht. Het personage Charlotte Staples Lewis (Rebecca Mader) lijkt te verwijzen naar de Britse schrijver Clive Staples Lewis (1898-1963), onder andere bekend als auteur van De Kronieken van Narnia. De naam van het personage Eloise Hawking verwijst mogelijk naar Stephen Hawking, een natuurkundige.

## Prijzen
- 2005: Emmy Award
- 2006: Writers Guild Award